# Robert Prölß

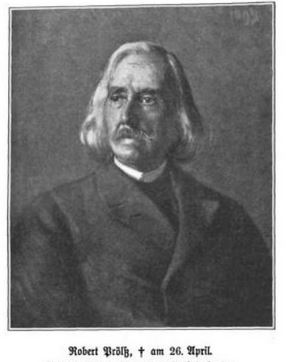
Robert Prölß

Robert Prölß (Karl Robert Prölß) (* 18. Januar 1821 in Dresden; † 26. April 1906 ebenda) war ein deutscher Schriftsteller, Literaturhistoriker und Dramaturg.

## Leben
Er machte eine Lehre als Kaufmann und arbeitete im väterlichen Geschäft in Dresden. Er widmete sich wissenschaftlichen und künstlerischen Studien, bereiste längere Zeit Italien und ließ sich 1863 als freier Schriftsteller in Dresden nieder. Er war Theaterkritiker der Dresdner Zeitung, Mitglied im Literarischen Verein Dresden, in der Gesellschaft deutscher Naturforscher und Ärzte und in der Naturwissenschaftlichen Gesellschaft ISIS.

## Werke
- Das Recht der Liebe. Lustspiel in fünf Akten. Dresden 1847. 2. Ausg., Bläsing, Erlangen 1851. (Digitalisat)
- Sophonisbe. Trauerspiel in fünf Akten. Kuntze, Dresden 1863. (Digitalisat) 2. Aufl., Leipz. 1872
- Michael Kohlhaas. Trauerspiel in sechs Akten. Kuntze, Dresden 1863. (Digitalisat)
- Katharina Howard. Trauerspiel in fünf Akten. Kuntze, Dresden 1864. (Digitalisat) 2. Aufl., Leipz. 1872.
- Eine edle Tat. Lustspiel.[1]
- Die verdächtige Wahrheit. Lustspiel nach dem Spanischen des Alarcon.[2]
- Romeo und Julia im Lichte der Philosophie des Unbewussten. Anti Hartmann!. Zahn, Dresden 1874. (Digitalisat)
- Erläuterungen zu den ausländischen Klassikern. Shakespeares Dramen. Wartig, Leipzig 1874–89, 9 Bände.
- Das Herzoglich Meiningen‘sche Hoftheater und die Bühnenreform. Bartholomäus, Erfurt o. J. (Digitalisat) (2. Aufl., Erfurt 1882)
- Das Herzoglich Meiningensche Hoftheater, seine Entwickelung, seine Bestrebungen und die Bedeutung seiner Gastspiele. Ein Führer durch das Repertoire. Conrad, Leipzig 1887. (Digitalisat)
- Katechismus der Dramaturgie. Weber, Leipzig 1877. (Digitalisat)
- Geschichte des Hoftheaters zu Dresden. Von seinen Anfängen bis zu Jahre 1862. Bänsch, Dresden 1878. (Digitalisat)
- Beiträge zur Geschichte des Hoftheaters zu Dresden in actenmässiger Darstellung. Bartholomäus, Erfurt 1879. (Digitalisat)
- Katechismus der Ästhetik. Belehrungen über die Wissenschaft vom Schönen und der Kunst. Weber, Leipzig 1878. (Digitalisat der 2. Aufl. 1889)
- Vom Ursprung der menschlichen Erkenntnis. Eine psychologische Untersuchung. Schlicke, Leipzig 1879. (Digitalisat)
- Geschichte des neuern Dramas. Schlicke, Dresden 1880–86, 6 Bände. Neuausgabe Hansebooks, Norderstedt 2017.
- Altenglisches Theater. (Übertragungen von Werken Marlowes, Websters, Foods und Massingers.) Bibliographisches Institut, Leipzig 1881. 2 Bände.
- Heinrich Heine. Sein Lebensgang und seine Schriften. Rieger, Stuttgart 1886. (Digitalisat) Neuausgabe Hansebooks, Norderstedt 2016.
- Das deutsche Volkstheater. Eine Frage der Zeit. Oehlmann, Dresden 1889. (Digitalisat)
- Königin Marie Antoinette. Bilder aus ihrem Leben. Reißner, Leipzig 1894.
- Kurzgefaßte Geschichte der deutschen Schauspielkunst. Von den Anfängen bis 1850 nach den Ergebnissen der heutigen Forschung. Berger, Leipzig 1900. (Digitalisat)